# Čínská lidová osvobozenecká armáda
Čínská lidová osvobozenecká armáda (čínsky v českém přepisu Čung-kuo žen-min ťie-fang-ťün, pchin-jinem Zhōngguó Rénmín Jiěfàngjūn, znaky zjednodušené 中国人民解放军, tradiční 中國人民解放軍), zkráceně ČLOA, je ozbrojené křídlo Komunistické strany Číny. Spolu s Čínskou lidovou ozbrojenou policií a Čínskými lidovými milicemi zároveň tvoří ozbrojené síly Čínské lidové republiky. Podle počtu aktivních vojáků se jedná o největší ozbrojenou sílu na světě, přičemž ČLOA zároveň disponuje druhým největším obranným rozpočtem.
ČLOA sestává z pěti druhů sil: pozemních sil, námořnictva, letectva, raketových sil a síly strategické podpory. ČLOA patří k nejrychleji se modernizujícím ozbrojeným silám.
ČLOA podléhá velení Ústřední vojenské komise Komunistické strany Číny a s ní splývající Ústřední vojenské komise Čínské lidové republiky. Předsedou obou orgánů je Si Ťin-pching, generální tajemník Ústředního výboru Komunistické strany Číny a prezident ČLR.

## Hlavní poslání
Bývalý prezident Čínské lidové republiky a generální tajemník ÚV Komunistické strany Číny Chu Ťin-tchao roku 2004 definoval hlavní poslání ČLOA jako:
- zajištění vládnoucího postavení Komunistické strany Číny
- ochrana suverenity, územní celistvosti, vnitřní bezpečnost a národního rozvoje Čínské lidové republiky
- zabezpečení čínských národní zájmů
- udržení a ochrana světového míru

## Historie
Vznik Čínské osvobozenecké lidové armády se datuje k 1. srpnu 1927, kdy byla během Nan-čchangského povstání jako ozbrojené křídlo Komunistické strany Číny založena čínská Rudá armáda (čínsky v českém přepisu Chung-ťün, znaky zjednodušené 红军). Během druhé čínsko-japonské války, resp. druhé světové války, bojovaly síly komunistů po boku vojáků Kuomintangu proti Japonsku. Japonskou kapitulaci roku 1945 následovalo obnovení bojů mezi komunisty a nacionalisty, a pokračování čínské občanské války. Rudá armáda byla postupně přejmenována na Lidovou osvobozeneckou armádu a poté na Čínskou lidovou osvobozeneckou armádu.
Od roku 1938, během osvobozování pevninské Číny Komunistickou stranou, hrálo organizované a zdvořilé chování příchozí ČLOA, v kontrastu k neorganizované a zkorumpované správě Kuomintangu, významnou roli při získávání sympatií a důvěry obyvatelstva.
Po vítězství komunistů v občanské válce, a následném vyhlášení Čínské lidové republiky, došlo v roce 1949 k rozsáhlé reorganizaci stávajících sil a založení letectva. Následně bylo roku 1950 založeno námořnictvo.
V 50. letech se jednotky ČLOA, jako oddíly tzv. Čínských lidových dobrovolníků, neformálně účastnily Korejské války na straně Severokorejců. S jejich pomocí se Severní Koreji podařilo na krátkou dobu získat převahu nad Jižní Koreou.
Již v roce 1949 se začalo v ČLR mluvit o tzv. „osvobození Tibetu z područí cizích imperialistů“, tedy podrobení si tohoto území pomocí ČLOA navzdory smlouvám Tibetu s Velkou Británií. 25. 10. 1950 dostaly jednotky ČLOA rozkaz k pochodu do Tibetu, aby „zachránily tři miliony Tibeťanů před imperialistickým útlakem a zabezpečily ochranu západní čínské hranice“. Výsledkem bylo v roce 1950 vynucené podepsání Dohody o mírovém osvobození Tibetu, známé také jako Sedmnáctibodová dohoda. Roku 1959 potlačila ČLOA Tibetské národní povstání.
Po potlačení Tibetského národního povstání začalo panovat napětí i na čínsko-indické hranici. V roce 1962 se výhradně pozemní síly ČLOA zúčastnily krátké Čínsko-indické války, ve které porazily indickou armádu. Mezi lety 1965 a 1969 se ČLOA účastnila Války ve Vietnamu na straně Severního Vietnamu.
Mezi lety 1961 a 1964 byla ČLOA vzorem kulturně-politické kampaně Mao Ce-tunga „Učme se od ČLOA" v rámci Hnutí za studium Mao Ce-tungových myšlenek.
V závěrečné fázi Kulturní revoluce v rámci akce na zmírnění anarchie bylo 21. ledna 1967 vydáno heslo "armáda musí podporovat masy". Toto heslo si ovšem jednotliví velitelé ČLOA vyložili po svém. Někde jako rozkaz k podpoře rudých gard a jinde k podpoře dělníků. Docházelo ke zmatkům a ozbrojené jednotky ČLOA bojovaly na mnoha místech proti sobě.
Roku 1979 bojovala ČLOA v Čínsko-vietnamské válce, kde si jak Čína, tak Vietnam nárokují vítězství.

### Modernizace

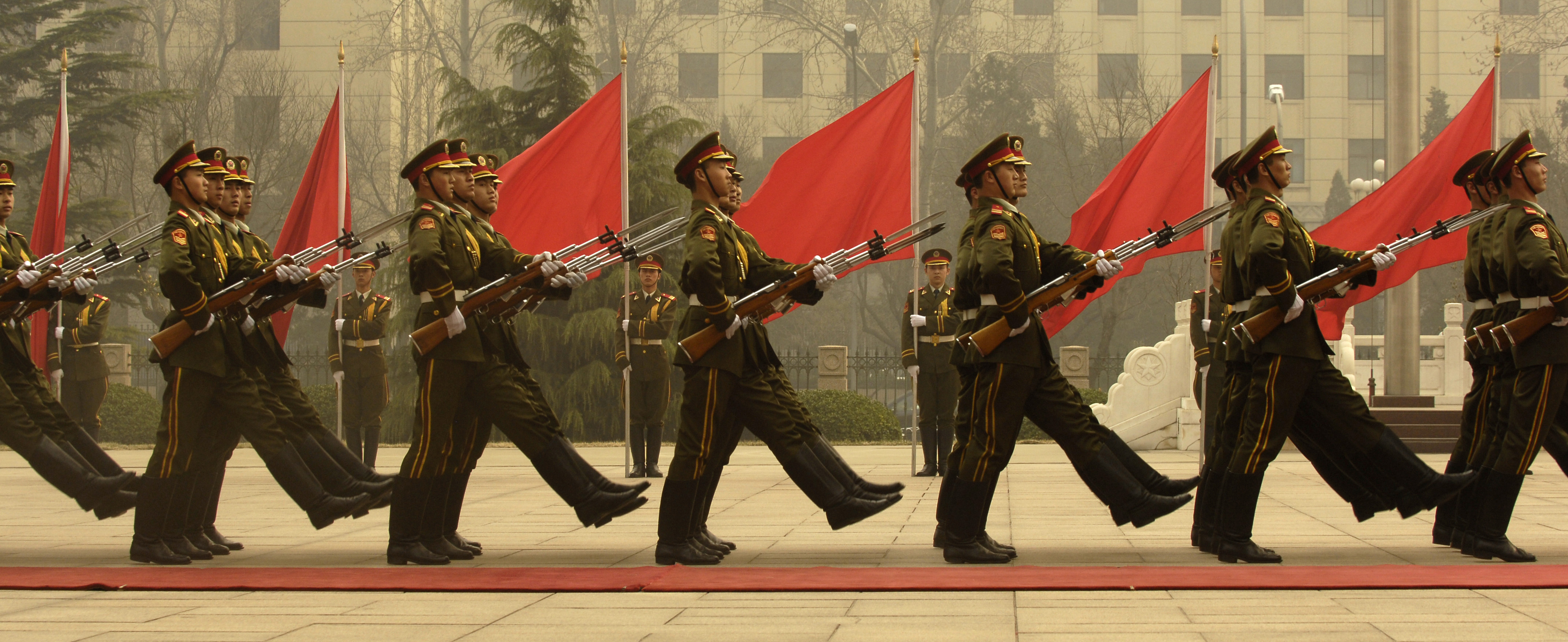
Čestná stráž v Pekingu, 2007

Od založení Čínské lidové osvobozenecké armády byly pozemní síly hlavním pilířem čínské obrany. Teprve až od 50. let 20. století bylo součástí také letectvo a námořnictvo, které však desetiletí zůstávaly podfinancované. V roce 2017 na 19. sjezdu Komunistické strany Číny oznámil prezident Si Ťin-pching cíl do roku 2035 modernizovat ozbrojené síly, a do roku 2050 vytvořit ozbrojené síly "světové úrovně".
Značnému modernizačnímu úsilí je postoupeno zejména námořnictvo, které je vybavováno stále větším počtem nových lodí, včetně víceúčelových křižníků a torpédoborců.
Druhá letadlová loď, ve výstavbě od roku 2015, byla uvedena do služby dne 17. prosince 2019. K roku 2035 jich Čína plánuje mít 6.

## Složky armády

### Pozemní síly Čínské lidové osvobozenecké armády
Pozemní síly ČLOA představují pozemní vojsko a nejpočetnější složku Čínské lidové osvobozenecké armády. V roce 2020 u pozemních sil ČLOA sloužilo odhadem 965 000 vojáků, téměř polovina z celkového počtu dvou milionů čínských vojáků. Jednotlivé útvary a svazky jsou organizovány do 13 uskupení na úrovni armádních sborů (čínsky v českém přepisu ťi-tchuan-ťün, pchin-jinem jítuánjūn, znaky zjednodušené 集团军; anglicky group army).
Od 31. prosince 2015 mají pozemní síly své vlastní velitelství. Do té doby byly pozemní síly kolektivně řízeny čtyřmi, nyní již rozpuštěnými, ústředními odděleními generálního štábu.

### Námořnictvo Čínské lidové osvobozenecké armády
Námořnictvo ČLOA je námořní složkou Čínské lidové osvobozenecké armády. Námořnictvo ČLOA bylo založeno 23. dubna 1949 během Čínské občanské války. Od poloviny 90. let 20. století je Námořnictvo ČLOA postupně modernizováno v rámci širšího modernizační úsilí ČLOA, přičemž nyní představuje mnohem schopnější a modernější vojenskou sílu než v minulosti. V roce 2020 svou velikostí překonalo námořnictvo Spojených států amerických, takže je s více než 350 plavidly kvantitativně největším námořnictvem světa. V roce 2020 v Námořnictvu ČLOA sloužilo přibližně 260 000 vojáků.
Námořnictvo ČLOA sestává z pěti složek: hladinových sil NČLOA, ponorkových sil NČLOA, sil pobřežní obrany NČLOA, námořní pěchoty NČLOA a letectva NČLOA.

### Letectvo Čínské lidové osvobozenecké armády
Letectvo ČLOA představuje leteckou složku Čínské lidové osvobozenecké armády. V roce 2020 v Letectvu ČLOA sloužilo přibližně 395 000 vojáků.

### Raketové síly Čínské lidové osvobozenecké armády
Raketové síly ČLOA vznikly v roce 2016 transformací z Druhého dělostřeleckého sboru. Zodpovídají především za jaderné i konvenční strategické raketové schopnosti ČLOA, mezikontinentální balistické rakety, rakety krátkého a středního doletu a také taktické balistické rakety. V roce 2020 u raketových sil ČLOA sloužilo přibližně 120 000 vojáků.

### Síly strategické podpory Čínské lidové osvobozenecké armády
Síly strategické podpory ČLOA byly zřízeny na konci roku 2015 a jsou tak nejnovější složkou čínské armády. Zodpovídají zejména za vesmírné a kybernetické operace ČLOA a v roce 2020 v nich sloužilo odhadem 175 000 vojáků.